# 3121
3121 (произносится как «thirty-one twenty-one») — тридцать первый студийный альбом американского музыканта Принса, выпущен 21 марта 2006 года, в Северной Америке компанией Universal Records. В США альбом получил статус «золотого» по версии RIAA — удалось реализовать более пятисот тысяч копий.

## Об альбоме
Начало в создании альбома было положено записью песни «3121» с Майклом Бландом и Сонни T в ноябре 2004 года.
Название альбома может отсылать к имению певца, специально снятого для записи альбома (3121 Paisley Park Studios); по другим источникам — отсылка к библейскому псалму 31:21.
Клип для «Te Amo Corazón» («Я люблю тебя, дорогая») был снят в декабре 2005 года с участием Мии Маэстро; режиссёр — Сальма Хайек.
Вдохновившись книгой Роальда Даля «Чарли и шоколадная фабрика» Принс упаковал в некоторые диски фиолетовые билеты — на частный концерт в доме певца.

## Список композиций
Написаны Принсом, кроме специально отмеченных
1. «3121» — 4:31
2. «Lolita» — 4:06
3. «Te Amo Corazón» — 3:35
4. «Black Sweat» — 3:12
5. «Incense and Candles» — 4:04
6. «Love» — 5:45
7. «Satisfied» — 2:50
8. «Fury» — 4:02
9. «The Word» — 4:11
10. «Beautiful, Loved and Blessed» (Prince, Támar) — 5:43
11. «The Dance» — 5:20
12. «Get On the Boat» — 6:18